# Ricardo Santos (piłkarz)
Ricardo Santos (ur. 13 lutego 1987 w Volta Redonda) – brazylijski piłkarz występujący na pozycji napastnika.

## Kariera piłkarska
Od 2007 roku występował w Kalmar, Åtvidaberg, Jönköpings Södra, Djurgården, Sogndal, Guizhou Renhe i Cerezo Osaka.